# Victor Cherbuliez
Victor Cherbuliez (n. 19 iulie 1829, Geneva, Geneva, Elveția – d. 2 iulie 1899, Combs-la-Ville, Île-de-France, Franța) a fost un romancier, dramaturg, eseist și critic literar francez.

## Biografie
Născut într-o familie de francezi refugiați în Elveția după revocarea Edictului de la Nantes, a redevenit cetățean  francez în anul 1880, beneficiind de legea naturalizării. A fost ales membru al Academiei Franceze la data de 18 decembrie 1881.
El este autorul a treizeci de romane, dintre care cele mai multe sunt uitate astăzi. El a publicat, de asemenea, lucrări de critică literară și cronici politice în Revue des deux Mondes.
Victor Cherbuliez avea, potrivit lui Henri-Frédéric Amiel, un anumit talent oratoric: „Ies de la cursul de deschidere al lui Victor Cherbuliez, uimit de admirație. M-am convins, în același timp, de incapacitatea mea radicală de a putea face așa ceva vreodată, datorită talentului, harului, clarității, fecundității, măsurii, solidității și fineții solicitate. Dacă este o lectură, este fermecătoare; dacă este o recitare, este admirabilă; dacă este o improvizație, este prodigioasă, copleșitoare, zdrobitoare pentru noi ceilalți”.
El a fost prieten apropiat al istoricului belgian Victor Tahon. I-a trimis pe 21 mai 1883 fotografia sa făcută de Eugène Pirou în semn de mulțumire pentru lunga sa ședere la Couillet. Pe 21 noiembrie 1883, i-a expediat la Paris o carte semnată cu pseudonimul său și cu dedicația „à Monsieur Victor Tahon, souvenir affectueux de l'auteur, V. Cherbuliez”, plus data.
Locuia la Paris în 1883 pe rue Gay-Lussac nr. 17.
Victor Cherbuliez a murit în 1899 și a fost înmormântat în Cimitirul Montparnasse din Paris.

## Opera
Romane
- Le Comte Kostia, 1863
- Paule Méré, 1864
- Le Prince Vitale, 1864
- L'Aventure de Ladislas Bolski, 1865
- Le Roman d'une honnête femme, 1865
- Prosper Randoce, 1867
- Miss Rovel, 1875
- Le Fiancé de Mlle Saint-Maur, 1876
- Le Grand Œuvre, 1876
- Samuel Brohl et Cie, 1877
- L'Idée de Jean Têterol, 1878
- Meta Holdenis, 1873
- Amours fragiles, 1880
- Noirs et Rouges, 1881
- La Revanche de Joseph Noire, 1882
- La Ferme du Choquard, 1883
- Olivier Maugant, 1885
- La Bête, 1887
- La Vocation du comte Ghislain, 1888
- Une gageure, 1890
- Le Secret du précepteur, 1893
- Caroline de Günderode et le romantisme allemand, 1895 sub pseudonimul G. Valbert
- Après fortune faite, 1896
- Jacquine Vanesse, 1898

Lucrări literare și politice
- À propos d'un cheval, causeries athéniennes, 1860
- L'Allemagne politique depuis la paix de Prague (1866-1870), 1870
- Études de littérature et d'art : études sur l'Allemagne : lettres sur le salon de 1872, 1873
- L'Espagne politique, 1868-1873, 1874
- Hommes et Choses d'Allemagne, croquis politiques, 1877, sub pseudonimul G. Valbert
- Hommes et Choses du temps présent, 1883, sub pseudonimul G. Valbert
- Profils étrangers : Hegel et sa correspondance, le prince de Bismarck et M. Moritz Busch, 1889
- L'Idéal romanesque en France, de 1610 à 1816, 1911

Adaptări teatrale
- Les Aventures de Ladislas Bolski, dramă în 5 acte, Paris, Vaudeville, 20 ianuarie 1879
- Samuel Brohl et Cie, comedie în 5 acte și 1 prolog, împreună cu Henri Meilhac, Paris, Odéon-Théâtre de l'Europe, 31 ianuarie 1879